# Крекінг-установки у Бендер-Імамі (NPC)
Крекінг-установки у Бендер-Імамі (NPC) — розташовані в іранській провінції Хузестан нафтохімічні виробництва, що повністю або переважно належать Національній нафтовій компанії (NPC).

## Bandar Imam Petrochemical
Спорудження першої установки парового крекінгу в порту Бендер-Імам здійснювала компанія, створена у 1971-му на паритетних засадах Іраном та групою японських інвесторів під головуванням Mitsui. Будівництво об'єкту, який мав 85 % готовності, вперше ненадовго призупинилось під час Ісламської революції 1979-го, наступного року було відновлене, проте невдовзі знов зупинене — на цей раз на тривалий період Ірано-іракської війни 1980—1988 років. Враховуючи те, що комплекс отримав серйозні пошкодження під час нальотів іракської авіації, а також певну застарілість його конструкції, японські інвестори наприкінці 1980-х вийшли з проекту. Втім, Іран замовив у Nissho Iwai необхідне обладнання та все-таки ввів установку в експлуатацію.
Всього комплекс Bandar Imam Petrochemical протягом року здатен переробити 3,4 млн тонн зріджених вуглеводневих газів, з яких отримує 565 тисяч тонн етану, 2 млн тонн зрідженого нафтового газу (пропан-бутанова фракція) та 768 тисяч тонн фракції С5+. Частина цих газів спрямовується на піролізну установку, яка продукує 411 тисяч тонн етилену (первісно потужність складала 311 тисяч тонн, проте була збільшена під час модернізації на початку 2000-х), 64 тисячі тонн пропілену та 114 тисяч тонн піролізного бензину (високооктановий компонент пального).
Отримані олефіни використовують для продукування поліетилену низької щільності (100 тисяч тонн), поліетилену високої щільності (150 тисяч тонн), мономеру вінілхлориду (180 тисяч тонн) та поліпропілену (50 тисяч тонн).

## Marun Petrochemical
Проект Marun Petrochemical (відомий також як 7-й олефіновий комплекс) реалізували Національна нафтова компанія (80 %) та Oil Pension Fund Investment (20 %). Він включає запущену в 2006-му установку парового крекінгу річною потужністю 1,1 млн тонн етилену та 200 тисяч тонн пропілену, розраховану на споживання фракції С2+, котра містить етан (53 %), пропан (29 %), бутан (12 %), а також певні об'єми інших газів (пентан, гексан, метан, двоокис вуглецю). Цю фракцію постачає розташований поблизу міста Ахваз власний газопереробний завод, сполучений з піролізним майданчиком трубопроводом довжиною 95 км.
Отримані олефіни використовуються для виробництва поліетилену високої щільності (300 тисяч тонн), моноетиленгліколю (400 тисяч тонн) та поліпропілену (300 тисяч тонн, при цьому 95 тисяч тонн пропілену закуповується у сторонніх постачальників). Можливо також відзначити, що поряд діє комплекс компанії Amir Kabir Petrochemical (6-й олефіновий комплекс), похідні виробництва якої споживають на 200 тисяч тонн етилену більше, ніж отримують від власної піролізної установки.